# Liga Mistrzyń UEFA (2013/2014)
Liga Mistrzów UEFA Kobiet w sezonie 2013/14 – jedenasta edycja najważniejszych w hierarchii i pod względem prestiżu międzynarodowych, kobiecych klubowych rozgrywek piłkarskich federacji zrzeszonych w UEFA. Jest to jednocześnie piąta edycja rozgrywania rozgrywek pod szyldem UEFA Women's Champions League (Liga Mistrzów UEFA Kobiet). Do udziału w nich przystąpiła liczba 54 drużyn z 46 federacji.
Prawo udziału w rozgrywkach otrzymali wszyscy zwycięzcy zmagań ligowych poszczególnych federacji oraz 8 drużyn z drugich miejsc w ośmiu najwyżej notowanych ligach (niemieckiej, szwedzkiej, francuskiej, szwedzkiej, rosyjskiej, angielskiej, włoskiej, duńskiej, włoskiej i austriackiej). Zwycięzcy 14 najsilniejszych lig europejskich oraz wszystkie 8 ekip z drugich miejsc w najsilniejszych ligach zostali automatycznie przydzieleni do 1/16 finału. Pozostałe 32 zespoły swą walkę rozpoczęły od fazy wstępnej, w której podzielone zostały na 8 czterozespołowych grup. Do następnej fazy awans uzyskali ich zwycięzcy oraz dwa zespoły z najlepszym bilansem z drugich miejsc. Od 1/16 rozgrywki prowadzone były systemem pucharowym. Wstępna faza grupowa została rozegrana w dniach 8–13 sierpnia 2013 roku, spotkania 1/16 finału odbyły się 9–10 października (pierwsze mecze) i 16–17 października (rewanże), 1/8 finału 9–10 i 13–14 listopada, ćwierćfinały 22–23 i 29–30 marca 2014 roku, półfinały 19–20 i 26–27 kwietnia, a finał rozegrany został 22 maja na stadionie Estádio do Restelo w Lizbonie.
Tytuł po raz drugi z rzędu zdobyła drużyna VfL Wolfsburg.

## Terminarz
Terminy rozgrywek rozplanowała UEFA następująco:
| Runda         | Losowanie         | Pierwszy mecz          | Drugi mecz              |
| ------------- | ----------------- | ---------------------- | ----------------------- |
| Runda wstępna | 27 czerwca 2013   | 8–13 sierpnia 2013     | 8–13 sierpnia 2013      |
| 1/16 finału   | 5 września 2013   | 9–10 października 2013 | 16–17 października 2013 |
| 1/8 finału    | 5 września 2013   | 9–10 listopada 2013    | 13–14 listopada 2013    |
| Ćwierćfinały  | 21 listopada 2013 | 22–23 marca 2014       | 29–30 marca 2014        |
| Półfinały     | 21 listopada 2013 | 19–20 kwietnia 2014    | 26–27 kwietnia 2014     |
| Finał         | 21 listopada 2013 | 22 maja 2014           | 22 maja 2014            |

## Runda wstępna
Losowanie grup eliminacyjnych odbyło się 27 czerwca 2013 roku w siedzibie Europejskiej Unii Piłkarskiej w Nyonie. Drużyny przed losowaniem podzielone były na cztery koszyki. Eliminacje odbyły się w dniach 8–13 sierpnia poprzez rozegranie ośmiu turniejów eliminacyjnych (osiem odrębnych grup po cztery zespoły w każdej). Mecze rozegrane zostały systemem każdy z każdym, po jednym spotkaniu. Każdy turniej organizował jeden z ośmiu klubów-gospodarzy, których wyboru dokonano jeszcze przed losowaniem – były to: bośniackie SFK 2000, rumuńskie CFF Olimpia Cluj, Crusaders Newtownabbey Strikers z Irlandii Północnej, portugalskie Atlético Ouriense, słoweńskie ŽNK Pomurje, fińskie PK-35 Vantaa, cypryjski Apollon Limassol oraz holenderskie FC Twente. Awans do kolejnej fazy turnieju uzyskali zwycięzcy każdej z grup oraz dwa zespoły z najlepszym bilansem z drugich miejsc |(wliczano wyniki meczów z zespołami z miejsca pierwszego i trzeciego).

### Grupy
| Zespół           | Pkt | M | W | R | P | Br+ | Br- | +/- |
| ---------------- | --- | - | - | - | - | --- | --- | --- |
| Konak Belediyesi | 9   | 3 | 3 | 0 | 0 | 5   | 1   | +4  |
| SFK 2000         | 6   | 3 | 2 | 0 | 1 | 7   | 3   | +4  |
| FC NSA Sofia     | 3   | 3 | 1 | 0 | 2 | 4   | 5   | -1  |
| Cardiff City FC  | 0   | 3 | 0 | 0 | 3 | 0   | 6   | -6  |

| Zespół               | Pkt | M | W | R | P | Br+ | Br- | +/- |
| -------------------- | --- | - | - | - | - | --- | --- | --- |
| ŽFK Spartak Subotica | 9   | 3 | 3 | 0 | 0 | 24  | 3   | +21 |
| CFF Olimpia Cluj     | 6   | 3 | 2 | 0 | 1 | 13  | 8   | +5  |
| Gintra Universitetas | 3   | 3 | 1 | 0 | 2 | 2   | 9   | -7  |
| Metalurgs Lipawa     | 0   | 3 | 0 | 0 | 3 | 0   | 19  | -19 |

| Zespół             | Pkt | M | W | R | P | Br+ | Br- | +/- |
| ------------------ | --- | - | - | - | - | --- | --- | --- |
| MTK Budapest FC    | 9   | 3 | 3 | 0 | 0 | 6   | 2   | +4  |
| Żytłobud-1 Charków | 6   | 3 | 2 | 0 | 1 | 7   | 2   | +5  |
| Raheny United      | 3   | 3 | 1 | 0 | 2 | 5   | 6   | -1  |
| Crusaders Strikers | 0   | 3 | 0 | 0 | 3 | 1   | 9   | -8  |

| Zespół            | Pkt | M | W | R | P | Br+ | Br- | +/- |
| ----------------- | --- | - | - | - | - | --- | --- | --- |
| FC Zürich         | 9   | 3 | 3 | 0 | 0 | 12  | 1   | +11 |
| Atlético Ouriense | 4   | 3 | 1 | 1 | 1 | 3   | 7   | -4  |
| ŽFK Ekonomist     | 2   | 3 | 0 | 2 | 1 | 3   | 6   | -3  |
| KÍ Klaksvík       | 1   | 3 | 0 | 1 | 2 | 2   | 6   | -4  |

| Zespół                | Pkt | M | W | R | P | Br+ | Br- | +/- |
| --------------------- | --- | - | - | - | - | --- | --- | --- |
| RTP Unia Racibórz     | 7   | 3 | 2 | 1 | 0 | 10  | 1   | +9  |
| ŽNK Pomurje           | 6   | 3 | 2 | 0 | 1 | 17  | 4   | +13 |
| Bobrujczanka Bobrujsk | 4   | 3 | 1 | 1 | 1 | 4   | 4   | 0   |
| KS Ada Velipojë       | 0   | 3 | 0 | 0 | 3 | 1   | 23  | -22 |

| Zespół               | Pkt | M | W | R | P | Br+ | Br- | +/- |
| -------------------- | --- | - | - | - | - | --- | --- | --- |
| PK-35 Vantaa         | 7   | 2 | 1 | 0 | 0 | 15  | 2   | +13 |
| Pärnu JK             | 7   | 2 | 1 | 0 | 0 | 6   | 2   | +4  |
| PAOK Saloniki        | 3   | 1 | 0 | 2 | 0 | 7   | 5   | +2  |
| ŽFK Biljanini Izvori | 0   | 0 | 0 | 3 | 0 | 2   | 21  | -19 |

| Zespół              | Pkt | M | W | R | P | Br+ | Br- | +/- |
| ------------------- | --- | - | - | - | - | --- | --- | --- |
| Apollon Limassol    | 9   | 3 | 0 | 0 | 0 | 6   | 0   | +6  |
| FK Union Nové Zámky | 4   | 3 | 1 | 1 | 1 | 6   | 2   | +4  |
| ASA Tel Aviv        | 4   | 3 | 1 | 1 | 1 | 6   | 3   | +3  |
| Goliador Kiszyniów  | 0   | 3 | 0 | 0 | 3 | 0   | 13  | -13 |

| Zespół            | Pkt | M | W | R | P | Br+ | Br- | +/- |
| ----------------- | --- | - | - | - | - | --- | --- | --- |
| Glasgow City F.C. | 9   | 3 | 3 | 0 | 0 | 18  | 0   | +18 |
| FC Twente         | 6   | 3 | 2 | 0 | 1 | 10  | 2   | +8  |
| ŽNK Osijek        | 3   | 3 | 1 | 0 | 2 | 7   | 12  | -5  |
| Birkirkara FC     | 0   | 3 | 0 | 0 | 3 | 1   | 22  | -21 |

## Faza pucharowa
22 drużyny rozpoczynają zmagania od fazy pucharowej, grono do uzupełnia dziesięć drużyn z rundy wstępnej.

Rozstawione
- Olympique Lyon
- Turbine Potsdam
- Arsenal
- Rossijanka Krasnoarmiejsk
- Torres
- Wolfsburg
- Brøndby IF
- LdB FC Malmö
- Sparta Praga
- Fortuna Hjørring
- Paris Saint-Germain
- SV Neulengbach
- Zorkij Krasnogorsk
- Glasgow City F.C. (kwalifikacje)
- Birmingham City
- RTP Unia Racibórz (kwalifikacje)

Nierozstawione
- Tyresö
- FC Zürich (kwalifikacje)
- Standard Liège
- Apollon Limassol (kwalifikacje)
- UPC Tavagnacco
- CSHVSM Kairat
- MTK Budapest FC (kwalifikacje)
- Barcelona
- Lillestrøm SK
- PK-35 Vantaa (kwalifikacje)
- Thór/KA
- Spratzern
- FC Twente (kwalifikacje)
- ŽFK Spartak Subotica (kwalifikacje)
- Pärnu JK (kwalifikacje)
- Konak Belediyesi (kwalifikacje)

### 1/16 finału
| Drużyna 1                            | Wynik dwumeczu | Drużyna 2                 | Pierwszy mecz | Drugi mecz |
| ------------------------------------ | -------------- | ------------------------- | ------------- | ---------- |
| Konak Belediyesi                     | 2:1            | RTP Unia Racibórz         | 2:1           | 0:0        |
| MTK                                  | 0:11           | Turbine Potsdam           | 0:5           | 0:6        |
| Standard Liège                       | 3:5            | Glasgow City F.C.         | 2:2           | 1:3        |
| Tyresö                               | 2:1            | Paris Saint-Germain       | 2:1           | 0:0        |
| Pärnu JK                             | 0:27           | Wolfsburg                 | 0:14          | 0:13       |
| Spratzern                            | 3:5            | Torres                    | 2:2           | 1:3        |
| Apollon Limassol                     | 2:3            | SV Neulengbach            | 1:2           | 1:1        |
| Spartak Subotica                     | 3:5            | Rossijanka Krasnoarmiejsk | 2:4           | 1:1        |
| PK-35 Vantaa                         | 0:4            | Birmingham City           | 0:3           | 0:1        |
| FC Zürich                            | 3:2            | Sparta Praga              | 2:1           | 1:1        |
| Lillestrøm SK                        | 1:8            | LdB Malmö                 | 1:3           | 0:5        |
| Twente                               | 0:10           | Lyon                      | 0:4           | 0:6        |
| CSHVSM Kairat                        | 2:18           | Arsenal                   | 1:7           | 1:11       |
| FC Barcelona                         | 2:2 (br. wyj.) | Brøndby                   | 0:0           | 2:2        |
| Thór/KA                              | 2:6            | Zorkij Krasnogorsk        | 1:2           | 1:4        |
| Tavagnacco                           | 3:4            | Fortuna Hjørring          | 3:2           | 0:2        |
| Po lewej gospodarz pierwszego meczu. |                |                           |               |            |

### 1/8 finału
| Drużyna 1                            | Wynik dwumeczu | Drużyna 2         | Pierwszy mecz | Drugi mecz |
| ------------------------------------ | -------------- | ----------------- | ------------- | ---------- |
| FC Barcelona                         | 6:1            | FC Zürich         | 3:0           | 3:1        |
| Konak Belediyesi                     | 0:6            | SV Neulengbach    | 0:3           | 0:3        |
| Fortuna Hjørring                     | 1:6            | Tyresö            | 1:2           | 0:4        |
| Rossijanka Krasnoarmiejsk            | 1:2            | Torres            | 1:0           | 0:2        |
| Turbine Potsdam                      | 2:2 (br. wyj.) | Lyon              | 0:1           | 2:1        |
| Zorkij Krasnogorsk                   | 2:7            | Birmingham City   | 0:2           | 2:5        |
| LdB Malmö                            | 2:5            | Wolfsburg         | 1:2           | 1:3        |
| Arsenal                              | 6:2            | Glasgow City F.C. | 3:0           | 3:2        |
| Po lewej gospodarz pierwszego meczu. |                |                   |               |            |

### 1/4 finału
| Drużyna 1                            | Wynik dwumeczu | Drużyna 2       | Pierwszy mecz | Drugi mecz |
| ------------------------------------ | -------------- | --------------- | ------------- | ---------- |
| Tyresö                               | 8:1            | SV Neulengbach  | 8:1           | 0:0        |
| Wolfsburg                            | 5:0            | FC Barcelona    | 3:0           | 2:0        |
| Torres                               | 1:12           | Turbine Potsdam | 0:8           | 1:4        |
| Arsenal                              | 0:3            | Birmingham City | 0:2           | 0:1        |
| Po lewej gospodarz pierwszego meczu. |                |                 |               |            |

### 1/2 finału
| Drużyna 1                            | Wynik dwumeczu | Drużyna 2 | Pierwszy mecz | Drugi mecz |
| ------------------------------------ | -------------- | --------- | ------------- | ---------- |
| Birmingham City                      | 0:3            | Tyresö    | 0:0           | 0:3        |
| Turbine Potsdam                      | 2:4            | Wolfsburg | 0:0           | 2:4        |
| Po lewej gospodarz pierwszego meczu. |                |           |               |            |

## Finał
Finał rozgrywek odbył się 22 maja 2014 na Estádio do Restelo w Lizbonie.
| 22 maja 2013 19:30 WET | Tyresö · Marta 28', 56' · Boquete 30' | 3:4(2:0)Raport | VfL Wolfsburg · 47' Popp · 53', 80' Müller · 68' Faisst | Estádio do Restelo, Lizbona Widzów: 11 217 Sędzia: Kateryna Monzul |
|                        |                                       |                |                                                         |                                                                    |

| Tyresö FF | VfL Wolfsburg |